# Pax vobiscum
Pax vobiscum (sit) è una locuzione latina che trae origine dal Nuovo Testamento. L'espressione è nota con la sua traduzione La pace sia con voi. Nota è anche l'espressione simile Pax tecum, in italiano la pace sia con te. Infatti Gesù si rivolge con questo saluto agli apostoli in un incontro successivo alla Risurrezione (Luca 24,36 Giovanni 20,19). La frase è una traduzione dalla Vulgata del greco "εἰρήνη ὑμῖν (ᾖ)" (traslitterato eirēnē ymin (ē)), che ha il medesimo significato.

## Analisi
Pax è il soggetto della frase seguito da vobiscum (o tecum) complemento di compagnia (da notare come in latino la preposizione cum con i pronomi personali diventa enclittica). È sottinteso il predicato sit, che in italiano corrisponde a "sia", cioè la terza persona singolare del verbo essere al congiuntivo (in questo caso esortativo) attivo.

## Varianti bibliche simili
La locuzione si rifà da un uso ebraico: appaiono infatti espressioni simili in vari passi dell'Antico Testamento, ad esempio in Giudici 6,23; 19,20 Paralipomeni 12,19, Daniele 10,29.
Tipico di San Paolo è il saluto Gratia vobis et pax a Deo Patre nostro et Domino Iesu Christo, in italiano Grazia a voi e pace da Dio Padre nostro e dal Signore Gesù Cristo (vedi Romani 1,7, Corinzi I 1,3 Corinzi II 1,2 etc.).

## Nella cultura moderna
Oggi l'espressione Pax tecum (o tradotto "la pace sia con te") è usata come saluto liturgico che accompagna il segno della pace. Invece la locuzione "Pax vobiscum"  (con la sua traduzione) è ripetuta nella messa.
Ne I promessi sposi un "La pace sia con voi" viene pronunciato da Fra Cristoforo (riga 5 del VII capitolo), salutando Lucia e Agnese dopo lo sfortunato incontro con Don Rodrigo. 